# Sébastien Loubsens
Sébastien Loubsens, né le 15 février 1973 en France, est un joueur de rugby à XV, qui joue avec l'équipe d'Espagne évoluant au poste de trois-quarts centre (1,80 m pour 83 kg).
Il a évolué au plus haut niveau à Mont de Marsan qu'il quitte lorsque ce dernier en relégué en 1994 puis au Club athlétique Bordeaux-Bègles Gironde où il dispute la Coupe d'Europe en 1996 dont il termine même co-meilleur marqueur avec deux réalisations sur le terrain de l'Ulster.
Il termine sa carrière professionnelle en 2007 à Mont De Marsan avant de jouer en amateur à Grenade sur l'Adour.
À noter qu'avant de rejoindre l'équipe d'Espagne, il avait connu des sélections avec l'équipe de France A et l'équipe de France de rugby à 7, junior scolaire, junior fira, moins de 21 ans, moins de 23 ans. Il est aujourd'hui consultant rugby sur les matchs de top 14 pour la chaine canal+.

## Carrière

### En club
- Stade montois de 1990 à 1994 : (groupe A et groupe B)
- CA Bègles-Bordeaux de 1994 à 2001 : (groupe A et élite 1)
- Stade montois de 2001 à 2003 : Top 16/Pro D2/Top 16
- CA Bordeaux-Bègles 2004 : Pro D2
- US Oyonnax 2005 : Pro D2
- Stade montois 2006 à 2007 : Pro D2
- Grenade sur Adour : 2007-2008
- Capbreton : 2008-2009

### En équipe d'Espagne
Il a eu sa première cape internationale le 20 août 1999, à l’occasion d’un match contre l'équipe du Japon.

## Palmarès

### En club
Avec le CA Bègles-Bordeaux
- Challenge Yves du Manoir :
  - Finaliste (1) : 1995

Avec le Stade montois
- Championnat de France de Pro D2 :
  - Champion (1) : 2002

### En sélection

#### Avec l'équipe de France junior
- Champion du monde Junior 1992 à Madrid contre Argentine (meilleur marqueur d'essais de la compétition)

#### Enéquipe d'Espagne
- 19 sélections
- 5 essais (25 points)
- Sélections par année : 5 en 1999, 2 en 2002, 8 en 2003, 3 en 2004, 1 en 2005

- Participation à la Coupe du monde
  - 1999 : 2 sélections (Uruguay, Écosse)

Autres sélections
- International scolaire junior 1990 : Ecosse, Pays de Galles, Angletette
- International -21 ans
- International -23 ans
- International France A 1995
- International de rugby à 7